# ジョン・ハッチンソン (サッカー選手)
ジョン・ポール・ハッチンソン（英: John Paul Hutchinson、1979年12月29日 - ）は、オーストラリア・ビクトリア州出身の元プロサッカー選手、サッカー指導者。現役時代のポジションはミッドフィールダー（セントラルミッドフィールダー）。元マルタ代表。
セントラル・コースト・マリナーズFCには初年度から10シーズン在籍し、主将も務めた他、271試合出場の出場最多記録を有している同クラブのレジェンド。

## 選手経歴

### クラブ
ビクトリア州モーウェル生まれ。地元のモーウェル・ペガサスで3歳の時にサッカーを始めた。
1996年にギップスランド・ファルコンズ（その後イースタン・プライドに改名）の下部組織に移籍。しかし高く評価されていた彼は翌1997年2月にはトップチームデビューを果たした。2000年1月2日にリーグ初得点を記録した。
2001年6月にノーザン・スピリットFCに移籍。しかしクラブの財政状況が芳しくなく、給与遅配の被害に遭い、2004年にクラブが消滅した事によって無所属になった。
その後ニューサウスウェールズ・プレミアリーグのマンリー・ユナイテッドFCに加入、主将を務めた。
2005年にAリーグのセントラル・コースト・マリナーズFCに加入。オセアニアクラブ選手権2005予選のニューカッスル・ユナイテッド・ジェッツFC戦で移籍後初出場を記録した。移籍後初得点は同年11月5日の試合であった。この頃はフォワードとして起用され、6試合6得点と活躍した。しかし負傷によってシーズンを一足先に終えることとなった。翌シーズンは僅か1ゴールに止まった。2007 - 08シーズンは膝の怪我から復帰するとセントラルミッドフィールダーとしてAリーグ有数のプレーヤーとして名を馳せるようになった。同年10月28日の試合ではペナルティボックス外から両足で得点したものの3-2で惜敗した。それでもレギュラーシーズンでは優勝、グランドファイナルに敗北して2位とチームも好調であった。2009年8月にAリーグ出場100試合を記録、アレックス・ウィルキンソンに次いでクラブ史上2人目となった。
2011年に中国サッカー・スーパーリーグ所属の成都天誠足球倶楽部に期限付き移籍。セントラル・コースト・マリナーズで指導を受けたローリー・マッキンナが監督を務めており、チームメイトのアダム・クワスニクとともに期限付き移籍した。7月31日の試合で移籍後初得点を記録した。
2011 - 12シーズンにはセントラル・コースト・マリナーズに復帰、レギュラーシーズンで優勝した。2012 - 13シーズンに長らく主将を務めたアレックス・ウィルキンソンが退団したため、主将の座を受け継いだ。主将として臨んだ初シーズンではグランドファイナルで勝利しAリーグ初優勝を記録した。2014年4月5日の試合でAリーグ出場200試合を記録した。10シーズン目となった2014 - 15シーズンの末に現役を引退した。セントラル・コースト・マリナーズでのリーグ戦出場記録は228試合。引退試合は5月23日にハッチズXI（Hutch's XI）対セントラル・コースト・マリナーズで行われ、合計17得点が入る乱打戦となったが、ハッチズXIが12-5で勝利した。

### 代表

#### オーストラリア
2007 - 08シーズンの活躍によって、2008年始にピム・ファーベーク監督からAリーグ所属選手のみのトレーニングのメンバーとしてオーストラリア代表に選出された。U-23サッカーオーストラリア代表とのトレーニングマッチに途中出場したが、2-1で敗北した。

#### マルタ
祖母がマルタ人であるため、2009年にドゥシャン・フィッツェル監督からマルタ代表に招集された。チェコ代表との親善試合でフル出場し代表初出場。この試合では同じくオーストラリア生まれのマニー・マスカットもマルタ代表初出場を果たした。同年6月10日には2010 FIFAワールドカップ・ヨーロッパ予選グループ1のスウェーデン代表戦に出場し、FIFA公式試合での出場も果たした。ただし、オーストラリアとマルタの物理的な距離の遠さによって、クラブ側から早く返して欲しいとの要請もあった事から代表出場機会は多くなく、合計11試合出場に止まった。

## 指導者経歴
2015年には選手である傍らでアシスタントコーチ業も始めた。選手引退後もそのままセントラル・コースト・マリナーズに残ってアシスタントコーチを務め、2016年8月まで在籍した。
2017年3月1日にシアトル・サウンダーズ2のアシスタントコーチに就任。2018年1月30日には監督に昇格した。
2019年1月23日にシアトル・サウンダーズ2はオーストラリアでコーチを務めるために退任したと発表。同日にウェスタン・ユナイテッドFCの初代アシスタントコーチの一人となった。
その後2020年にシアトル・サウンダーズFCのトップチームのコーチに就任。新型コロナウイルス感染症の世界的流行によって悩まされていた時に、横浜F・マリノスの監督を務めていたアンジェ・ポステコグルーに相談のメールを送ったのがきっかけとなり、2021年は横浜F・マリノスのコーチに就任したが、11月30日にこのシーズン限りでの退任が発表された。
2021年12月9日、USLチャンピオンシップに所属するエルパソ・ロコモティフFCの監督兼テクニカルディレクター就任が発表された。
2024年シーズン、横浜F・マリノスのヘッドコーチに就任することが発表された。2024年7月16日付で監督のハリー・キューウェルの解任が発表され、内部昇格の形で監督に就任した。
2025年シーズンから、ジュビロ磐田の監督に就任。

## 個人成績
| 1996 - 97      | ギップスランド・ファルコンズ /イースタン・プライド |                | NSL            | 4        | 0        | 0     | 0     | 4        | 0        |
| 1997 - 98      | ギップスランド・ファルコンズ /イースタン・プライド |                | NSL            | 9        | 0        | 0     | 0     | 9        | 0        |
| 1998 - 99      | ギップスランド・ファルコンズ /イースタン・プライド |                | NSL            | 21       | 0        | 0     | 0     | 21       | 0        |
| 1999 - 00      | ギップスランド・ファルコンズ /イースタン・プライド |                | NSL            | 31       | 2        | 0     | 0     | 31       | 2        |
| 2000 - 01      | ギップスランド・ファルコンズ /イースタン・プライド |                | NSL            | 24       | 5        | 0     | 0     | 24       | 5        |
| 2001 - 02      | ノーザン・スピリット                               |                | NSL            | 21       | 3        | 0     | 0     | 21       | 3        |
| 2002 - 03      | ノーザン・スピリット                               |                | NSL            | 33       | 7        | 0     | 0     | 33       | 7        |
| 2003 - 04      | ノーザン・スピリット                               |                | NSL            | 23       | 2        | 0     | 0     | 23       | 2        |
| 2004           | マンリー・ユナイテッド                             |                | NSWスーパー    | 25       | 4        | 0     | 0     | 25       | 4        |
| 2005           | セントラル・コースト・マリナーズ                   |                | -              | 3        | 0        | 0     | 0     | 3        | 0        |
| 2005 - 06      | セントラル・コースト・マリナーズ                   |                | Aリーグ        | 17       | 6        | 4     | 0     | 21       | 6        |
| 2006 - 07      | セントラル・コースト・マリナーズ                   |                | Aリーグ        | 16       | 1        | 1     | 0     | 17       | 1        |
| 2007 - 08      | セントラル・コースト・マリナーズ                   | 7              | Aリーグ        | 22       | 3        | 4     | 0     | 26       | 3        |
| 2008 - 09      | セントラル・コースト・マリナーズ                   | 7              | Aリーグ        | 22       | 2        | 3     | 0     | 25       | 2        |
| 2009 - 10      | セントラル・コースト・マリナーズ                   | 7              | Aリーグ        | 23       | 3        | 0     | 0     | 23       | 3        |
| 2010 - 11      | セントラル・コースト・マリナーズ                   | 7              | Aリーグ        | 26       | 1        | 0     | 0     | 26       | 1        |
| 中国           | 中国                                               | 中国           | 中国           | リーグ戦 | リーグ戦 | FA杯  | FA杯  | 期間通算 | 期間通算 |
| 2011           | 成都天誠                                           | 38             | 超級           | 14       | 3        | 0     | 0     | 14       | 3        |
| オーストラリア | オーストラリア                                     | オーストラリア | オーストラリア | リーグ戦 | リーグ戦 | FFA杯 | FFA杯 | 期間通算 | 期間通算 |
| 2011 - 12      | セントラル・コースト・マリナーズ                   | 7              | Aリーグ        | 22       | 0        | 0     | 0     | 22       | 0        |
| 2012 - 13      | セントラル・コースト・マリナーズ                   | 7              | Aリーグ        | 27       | 1        | 0     | 0     | 27       | 1        |
| 2013 - 14      | セントラル・コースト・マリナーズ                   | 7              | Aリーグ        | 27       | 0        | 0     | 0     | 27       | 0        |
| 2014-15        | セントラル・コースト・マリナーズ                   | 7              | Aリーグ        | 26       | 1        | 4     | 0     | 30       | 0        |
| 通算           | オーストラリア                                     | オーストラリア | Aリーグ        | 228      | 18       | 16    | 0     | 244      | 18       |
| 通算           | オーストラリア                                     | オーストラリア | NSL            | 166      | 19       | 0     | 0     | 166      | 19       |
| 通算           | オーストラリア                                     | オーストラリア | NSWスーパー    | 25       | 4        | 0     | 0     | 25       | 4        |
| 通算           | オーストラリア                                     | オーストラリア | その他         | 3        | 0        | 0     | 0     | 3        | 0        |
| 通算           | 中国                                               | 中国           | 超級           | 14       | 3        | 0     | 0     | 14       | 3        |
| 総通算         | 総通算                                             | 総通算         | 総通算         | 436      | 44       | 16    | 0     | 452      | 16       |

| 国際大会個人成績 | 国際大会個人成績                 | 国際大会個人成績 | 国際大会個人成績 | 国際大会個人成績 |
| 年度             | クラブ                           | 背番号           | 出場             | 得点             |
| AFC              | AFC                              | AFC              | ACL              | ACL              |
| ---------------- | -------------------------------- | ---------------- | ---------------- | ---------------- |
| 2008 - 09        | セントラル・コースト・マリナーズ | 7                | 6                | 0                |
| 2011 - 12        | セントラル・コースト・マリナーズ | 7                | 6                | 0                |
| 2012 - 13        | セントラル・コースト・マリナーズ | 7                | 6                | 0                |
| 2013 - 14        | セントラル・コースト・マリナーズ | 7                | 6                | 0                |
| 計               | 計                               | 計               | 24               | 0                |

## 代表歴
- 国際Aマッチ 11試合 0得点（2009年-2011年）[44]

| マルタ代表 | 国際Aマッチ | 国際Aマッチ |
| 年         | 出場        | 得点        |
| ---------- | ----------- | ----------- |
| 2009       | 4           | 0           |
| 2010       | 1           | 0           |
| 2011       | 6           | 0           |
| 通算       | 11          | 0           |

## 監督成績
| 年度 | 所属 | クラブ | リーグ戦 | リーグ戦 | リーグ戦 | リーグ戦 | リーグ戦 | リーグ戦 | カップ戦       | カップ戦 |
| 年度 | 所属 | クラブ | 順位     | 勝点     | 試合     | 勝       | 分       | 敗       | ルヴァンカップ | 天皇杯   |
| ---- | ---- | ------ | -------- | -------- | -------- | -------- | -------- | -------- | -------------- | -------- |
| 2024 | J1   | 横浜FM | 9位      | 23       | 15       | 7        | 2        | 6        | ベスト4        | ベスト4  |
| 2025 | J2   | 磐田   | 位       |          |          |          |          |          |                |          |

- 2024年は7月から暫定指揮。成績はシーズン最終成績。

## タイトル

### クラブ
マンリー・ユナイテッド
- ニューサウスウェールズ・スーパーリーグ: 2004

セントラル・コースト・マリナーズ
- Aリーグ: 2012 - 13

### 個人
- セントラル・コースト・マリナーズ最多出場記録: 271試合